# Playlist: The Very Best of Dolly Parton
Playlist: The Very Best Of Dolly Parton är ett samlingsalbum av Dolly Parton, släppt 29 april 2008 som en del av Sony BMG:s Playlistserie. Albumet innehåller 14 låtar från hennes år på RCA från hennes första countrysingeletta, "Joshua" från 1970 till hennes countrysingeletta och poplistehit "Islands in the Stream" med Kenny Rogers 1983. Fastän Columbia Records och RCA båda ägs av Sony BMG, finns inget av hennes material från Columbia Records här. CD-omslaget utgavs för att vara "ekovänligt".

## Låtlista
1. "Joshua" (Dolly Parton) - 3:05
2. "Coat of Many Colors" (Parton) - 3:05
3. "Touch Your Woman" (Parton) - 2:41
4. "Mission Chapel Memories" (Parton, Porter Wagoner) - 3:08
5. "In the Good Old Days (When Times Were Bad)" (Parton) - 3:28
6. "My Tennessee Mountain Home" (Parton) - 3:10
7. "Jolene" (Parton) - 2:41
8. "I Will Always Love You" (Parton) - 2:55
9. "Lonely Comin' Down" (Wagoner) - 3:15
10. "Love Is Like a Butterfly" (Parton) - 2:21
11. "The Bargain Store" (Parton) - 2:43
12. "Here You Come Again" (Barry Mann, Cynthia Weil) - 2:54
13. "9 to 5" (Parton) - 3:01
14. "Islands in the Stream" (Barry Gibb, Robin Gibb, Maurice Gibb) - 6:41
  - duett med Kenny Rogers